# Geografía de África

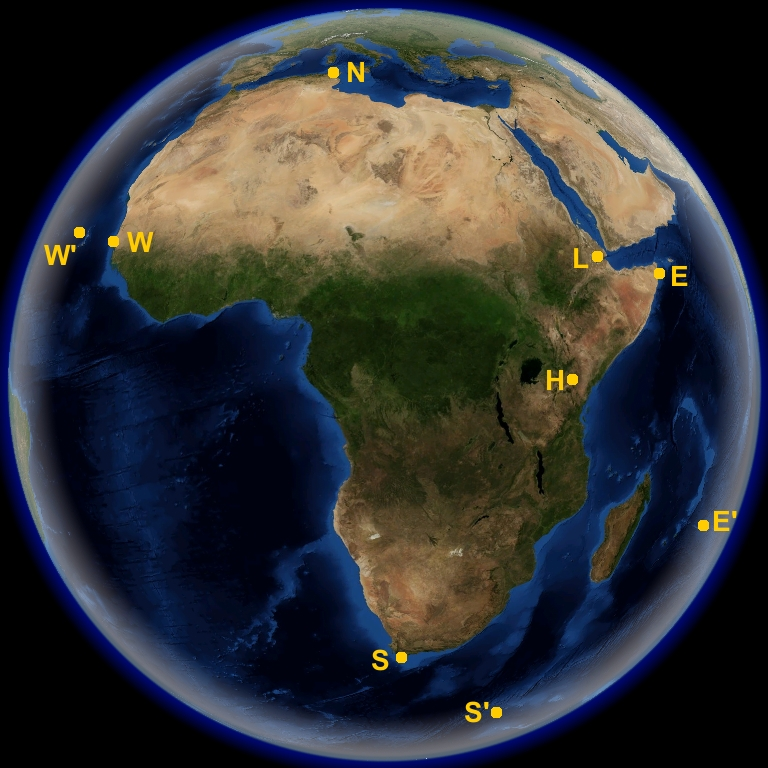
Puntos extremos de África.

África se encuentra separada de Europa por el mar Mediterráneo y se une a Asia en su extremidad noreste por el istmo de Suez. No obstante, ocupando una única placa tectónica, al contrario que Europa que comparte con Asia la placa euroasiática.

## Localización
Los puntos geográficos extremos de África son los siguientes: 
- África (incluidas las tierras insulares):

- Punto más al norte: Ras ben Sakka, Túnez (37°21′N 09°45′E / 37.350, 9.750).
- Punto más al sur: cabo Agulhas, Sudáfrica (34°49′43.39″S 20°00′09.15″E / -34.8287194, 20.0025417).
- Punto más al oeste: Santo Antao, Cabo Verde (14°52′N 24°44′O / 14.867, -24.733).
- Punto más al este: isla Rodrigues, Mauricio (19°40′S 63°30′E / -19.667, 63.500).

- África continental:

- Punto más al norte: Ra's al Abyad (cabo Blanco), Túnez (37°21′N 09°45′E / 37.350, 9.750).
- Punto más al sur: cabo Agulhas, Sudáfrica (34°49′43.39″S 20°00′09.15″E / -34.8287194, 20.0025417).
- Punto más al oeste: Pointe des Almadies, península de Cabo Verde Senegal (14°44′26″N 17°31′45″O / 14.74056, -17.52917)
- Punto más al este: Ras Hafun, Somalia (10°26′41″N 51°24′50″E / 10.44472, 51.41389)

- Puntos de mayor elevación:

- Punto de altitud máxima: Pico Uhuru, Kilimanjaro Tanzania, 5.895 m (03°04′S 37°21′E / -3.067, 37.350).
- Punto de altitud mínima: Lago Assal, Yibuti, -155 m (11°24′N 42°40′E / 11.400, 42.667).

Desde el punto más septentrional, Ras ben Sakka, al punto más meridional, Cabo Agulhas, hay una distancia aproximadamente de 8000 km. Del punto más occidental, en la península de Cabo Verde, a Ras Hafun hay una distancia de cerca de 7400 km.
Además de por el mar Mediterráneo, por el norte, África está bañada por las aguas del océano Atlántico en su costa occidental y por las del océano Índico, en su ribera oriental. La línea de costa tiene un total de 26 000 km.

## Principales características geográficas
La altura media del continente es aproximadamente de 600 m por encima del nivel del mar,  parecida a la elevación media tanto de América del Norte como de Sudamérica, pero considerablemente menor a la de Asia, 950 m. En contraste con otros continentes, se caracteriza por la falta de zonas extremadamente altas o extremadamente bajas. Las tierras por debajo de los 180 m ocupan una inusual pequeña parte de su superficie, mientras que la cota más alta, no solo es mucho más pequeña que la de Sudamérica o Asia, sino que el área que supera los 3000 m es prácticamente insignificante.
Por regla general, las mayores mesetas se encuentran en el este y en el sur, mientras se observa una progresiva disminución de la altitud hacia el oeste y el norte. Aparte de las tierras bajas y las montañas del Atlas, el continente puede dividirse en dos regiones, de altas y de bajas mesetas. La línea divisoria correría desde la mitad del mar Rojo hasta unos 6 grados sur en el oeste.
Principales ecosistemas: Desierto del Sáhara, Sahel, Sabana sudanesa, Selva del Congo, desierto de Namib, desierto del Kalahari, delta del Okavango, Grandes Lagos, Sierra de Kenia, macizo Etíope y Gran Valle del Rift.
Principales islas y archipiélagos: archipiélago de Madeira, archipiélago de las islas Canarias, archipiélago de Cabo Verde, Bioko, Santo Tomé y Príncipe, Santa Helena, Madagascar, archipiélago de las Mascareñas, archipiélago de Zanzíbar, archipiélago de las Comoras, archipiélago de las Seychelles y Socotora.
Principales ríos: Senegal, Volta, Níger-Benue, Congo (el segundo más caudaloso del mundo), Orange, Limpopo, Nilo (el segundo más largo del mundo) y Zambeze.

## Mesetas

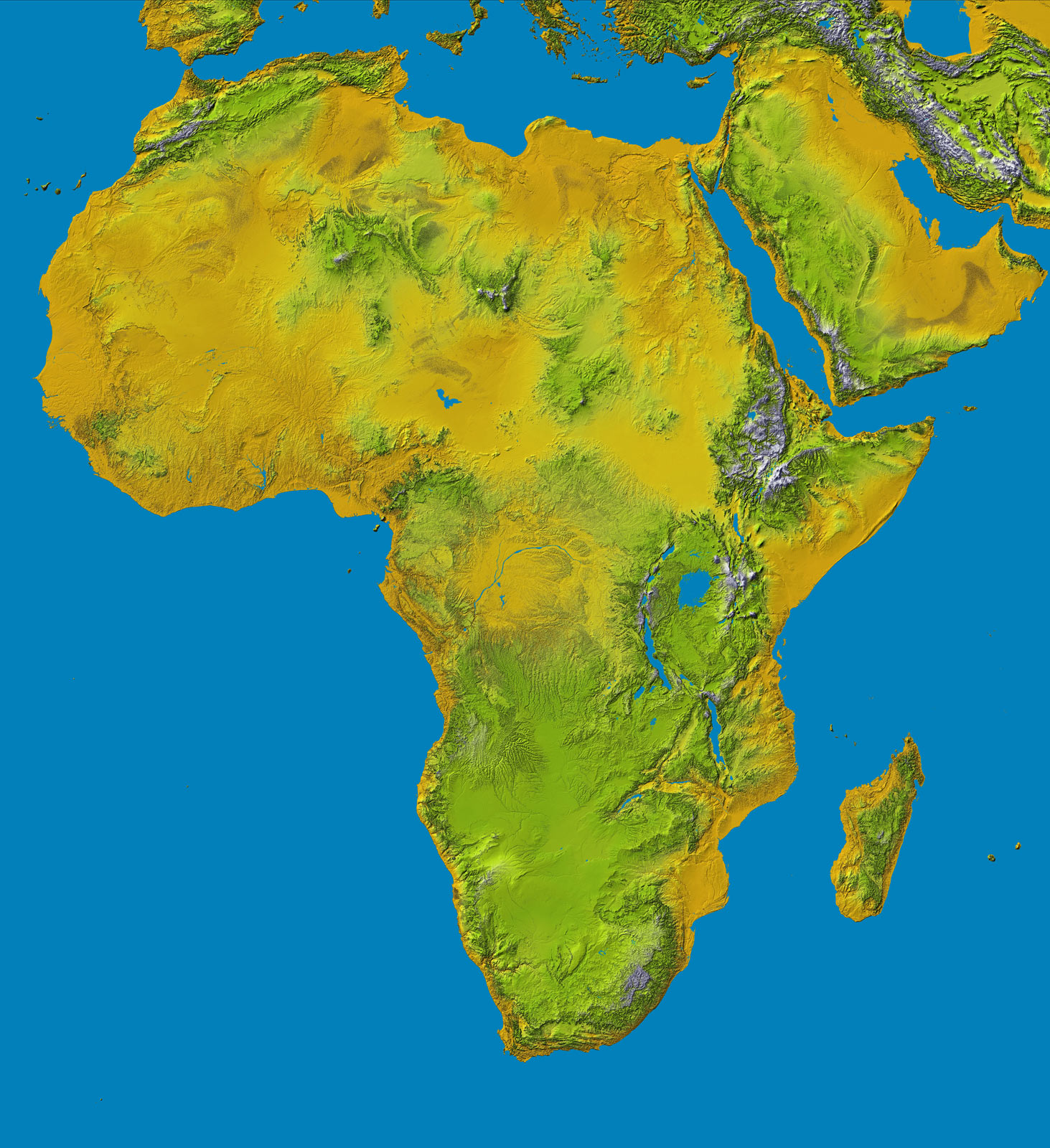
Topografía de África.

Las mesetas del sur y del este tienen una altura media de 1000 m y raramente bajan de los 600 m. 
La meseta sudafricana se encuentra rodeada por sur, este y oeste por grandes elevaciones de tierra que caen rápidamente en el mar. En este sentido parece un platillo invertido. 

## Clima

Mapa de precipitaciones

El clima de África es una gama de climas como el ecuatorial, el tropical húmedo y seco, el tropical monzónico, el semiárido (semidesértico y estepario), el desértico (hiperárido y árido) y el subtropical de tierras altas. Los climas templados son raros en todo el continente, excepto en las zonas muy elevadas y en las franjas. De hecho, el clima de África varía más por la cantidad de precipitaciones que por las temperaturas, que son siempre altas. Los desiertos africanos son las zonas más soleadas y secas del continente, debido a la presencia predominante de la dorsal subtropical con masas de aire cálidas y secas en descenso. África ostenta muchos récords relacionados con el calor: el continente tiene la región extendida más calurosa durante todo el año, las zonas con el clima de verano más caluroso, la mayor duración de la insolación, etc.
Debido a la posición de África en las latitudes ecuatoriales y subtropicales tanto en el hemisferio norte como en el sur, se pueden encontrar varios tipos de clima diferentes dentro de ella. El continente se encuentra principalmente dentro de la zona intertropical entre el Trópico de Cáncer y el Trópico de Capricornio, de ahí su interesante densidad de humedad. La intensidad de las precipitaciones es siempre alta y es un continente cálido. Los climas cálidos prevalecen en toda África, pero principalmente la parte norte está marcada por la aridez y las altas temperaturas. Solo las franjas más septentrionales y meridionales del continente tienen un clima mediterráneo. El ecuador atraviesa el centro de África, al igual que el Trópico de Cáncer y el Trópico de Capricornio, lo que convierte a África en el continente más tropical.
El clima ya cálido y seco que se extiende a ambos lados del ecuador lo convierte en el continente más vulnerable al cambio climático.

### Precipitaciones
Las mayores diferencias climáticas de una región a otra son de orden  pluviométrico. Los desiertos del norte y del sur de África reciben muy pocas precipitaciones, dispersas e irregulares y forman parte de las regiones más secas y áridas del mundo. Se encuentran en la parte descendente de la célula de Hadley en la dorsal subtropical que genera masas de aire de subsidencia, cálidas y secas. Entre los trópicos, el verano es la temporada de lluvias, con el pico de la lluvia justo después del paso del sol por la vertical. Cerca del ecuador, donde el sol está en su cenit dos veces al año, existen, en principio, dos estaciones lluviosas y dos estaciones secas al año.
La zona de fuertes lluvias se desvía levemente de oeste a este, el desierto del norte desciende hacia el sur por la costa este y remonta más al norte en la costa oeste. La región más húmeda del continente es una franja costera al oeste del monte Camerún con 9.991 milímetros de precipitación por año; por comparación, Cherrapunji, al noreste de la India, cuenta con las lluvias más abundantes del planeta con  11.633 mm.